# Pruitt-Igoe
Aspecto do complexo.
Pruitt-Igoe foi um conjunto residencial urbano desenvolvido entre 1954 e 1955 na cidade de St. Louis, no Missouri, Estados Unidos. Seu nome veio da configuração inicial planejada para os edifícios, onde eram organizados em dois complexos chamados Wendell Olliver Pruitt Homes e William Leo Igoe Apartments.  O conjunto foi projetado pelo escritório Leinweber, Yamasaki & Hellmuth, liderado pelo arquiteto Minoru Yamasaki, mais tarde conhecido pelo projeto das torres gêmeas do World Trade Center.
Logo após sua conclusão, as condições de vida em Pruitt-Igoe começaram a entrar em decadência, e na década de 1960, a área estava em pobreza extrema, com altas taxas de criminalidade e segregação, o que chamou a atenção da mídia local e internacional a degradação do bairro. Todos os 33 prédios foram demolidos com explosivos em meados dos anos 1970, e o projeto se tornou conhecido nos estudos de renovação urbana e planejamento de políticas públicas. 
As dimensões do fracasso do conjunto residencial provocaram um intenso debate sobre as políticas de habitação pública. O Pruitt-Igoe foi uma das primeiras demolições de edifícios arquitetônicos modernos e sua destruição foi descrita pelo arquiteto paisagista, teórico e historiador de arquitetura Charles Jencks como "o dia em que a arquitetura moderna morreu", apesar de que na atualidade se considera que os motivos do destino do complexo vão além de simples erros de projeto, e sim de outros fatores legais, econômicos e sociais.
Um documentário, The Pruitt-Igoe Myth, sobre a história dos edifícios e do "mito" em torno dos motivos de seu fim, foi feito em 2011. O material gravado da demolição foi incluído no filme de 1982 Koyaanisqatsi, de Godfrey Reggio, com música de Philip Glass, que compôs uma peça de oito minutos que recebeu o nome do complexo.

## Antecedentes
Durante as décadas de 1940 e 1950, a cidade de Saint Louis, restrita por seus limites estabelecidos em 1876, estava superlotada, sendo descrita em livros como "se fosse tirada de um romance de Charles Dickens". O inchaço urbano piorou muito durante o período entreguerras e a Segunda Guerra Mundial.  Mais de 85.000 famílias viviam em apartamentos do século XIX e um estudo oficial de 1947 revelou que 33.000 famílias ainda tinham banheiros comunitários. Residentes de classe média, principalmente brancos, estavam deixando a cidade e suas antigas casas eram ocupadas por famílias de baixa renda. Os bairros negros (ao norte) e brancos (ao sul) da parte antiga da cidade segregaram e se expandiram, se aproximando do centro da cidade. Para salvar as propriedades do centro de uma desvalorização iminente, as autoridades de St. Louis iniciaram um plano de reordenamento urbano do "anel central" ao redor desta área na qual havia mais interesse financeiro. A decadência estava tão profunda que a gentrificação dos imóveis existentes foi considerada impraticável.
Em 1947, os planejadores de St. Louis propuseram a substituição do bairro predominantemente negro de DeSoto-Carr, por dois e até três novos blocos de edifícios residenciais e um parque público. No entanto, o plano não foi finalmente implementado. Em vez disso, o prefeito Joseph Darst, do Partido Democrata, eleito em 1949, e os líderes republicanos do estado, optaram pela limpeza total das favelas e sua substituição por habitações públicas de alta densidade. Eles argumentaram que os novos projetos criariam um resultado líquido positivo para a cidade através de maiores receitas, novos parques, áreas de recreação e espaços comerciais.}}  
Devemos reconstruir, abrir e limpar os corações das nossas cidades. O fato de que os bairros marginalizados foram criadas com todos os males intrínsecos foi culpa de todos. Agora é responsabilidade de todos reparar esse dano.— Joseph Darst, 1951
Em 1948, os eleitores rejeitaram a proposta de um empréstimo municipal para financiar a mudança, mas logo a situação mudou com a Housing Act (Lei de Habitação) de 1949 e as leis do estado de Missouri que forneciam um co-financiamento de projetos habitacionais públicos. A abordagem feita pelo prefeito Darst, de renovação urbana, foi compartilhada pela gestão do presidente estadunidense Harry S. Truman e prefeitos de outras cidades, pressionados pelos trabalhadores industriais recrutados durante a guerra. Em particular, a Saint Louis Land Clearance and Redevelopment Authority ("Autoridade de Limpeza e Reordenamento das Terras de Saint Louis") foi autorizada a adquirir e demolir os bairros mais pobres do anel central e, assim, vender o terreno a preços mais baixos para promotores privados, incentivando o retorno da classe média e o crescimento do setor empresarial. Outra agência, a Saint Louis Housing Authority ("Autoridade de Habitação de Saint Louis"), teve que limpar a terra com o objetivo de construir habitação pública para a antiga população dos bairros mais pobres.
Em 1950, St. Louis já havia obtido um compromisso federal para financiar 5.800 unidades de habitação pública. O primeiro grande projeto deste tipo na cidade, Cochran Gardens, foi concluído em 1953 e foi destinado a pessoas brancas de baixa renda - a habitação pública no Missouri manteve a segregação racial até 1956. Consistia de 704 habitações dispostas em doze grandes edifícios e suas continuação foram os condomínios Pruitt-Igoe, Darst-Webbe e Vaughan. Pruitt-Igoe era destinado a jovens brancos e negros de classe média, isolados em diferentes edifícios; enquanto Darst-Webbe teria como alvo inquilinos brancos de baixa renda. 

## Projeto e construção

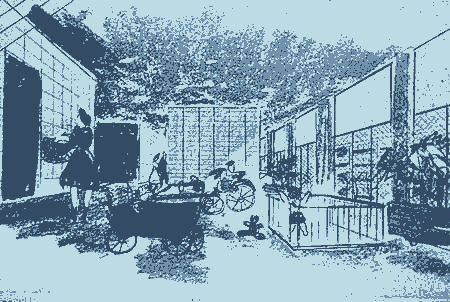
Concepção para um corredor comum do Pruitt-Igoe.

Em 1950, a cidade contratou a empresa Leinweber, Yamasaki & Hellmuth para projetar o Pruitt-Igoe, um novo projeto habitacional urbano. O nome do complexo veio de Wendell Olliver Pruitt, um piloto afro-americano natural de St. Louis que lutou na Segunda Guerra Mundial, e William Leo Igoe, ex-congressista estadunidense. Inicialmente, a cidade planejou o complexo em duas partes: as habitações do Capitão W.O. Pruitt voltadas para residentes negros e os apartamentos de William L. Igoe para brancos. A área era limitada pela Avenida Cass ao norte, a Avenida North Jefferson Avenue a oeste, a Rua Carr ao sul e a Rua North 20th ao leste, no bairro de DeSoto-Carr.
O projeto foi feito pelo arquiteto Minoru Yamasaki, que mais tarde projetaria o World Trade Center em Nova Iorque.  Este foi o primeiro grande trabalho de Yamasaki, conduzido sob a supervisão e restrições impostas pela Public Housing Authority (PHA, "Autoridade de Habitação Pública"). A proposta inicial consistia em uma mistura de edifícios altos, médios e baixos. O projeto foi aceito pelas autoridades de St. Louis, mas excedeu os limites do orçamento federal impostos pela PHA. A agência interveio, impondo um edifício uniforme de onze andares. A escassez de materiais causada pela Guerra da Coreia e as tensões no Congresso aumentaram o controle da PHA.

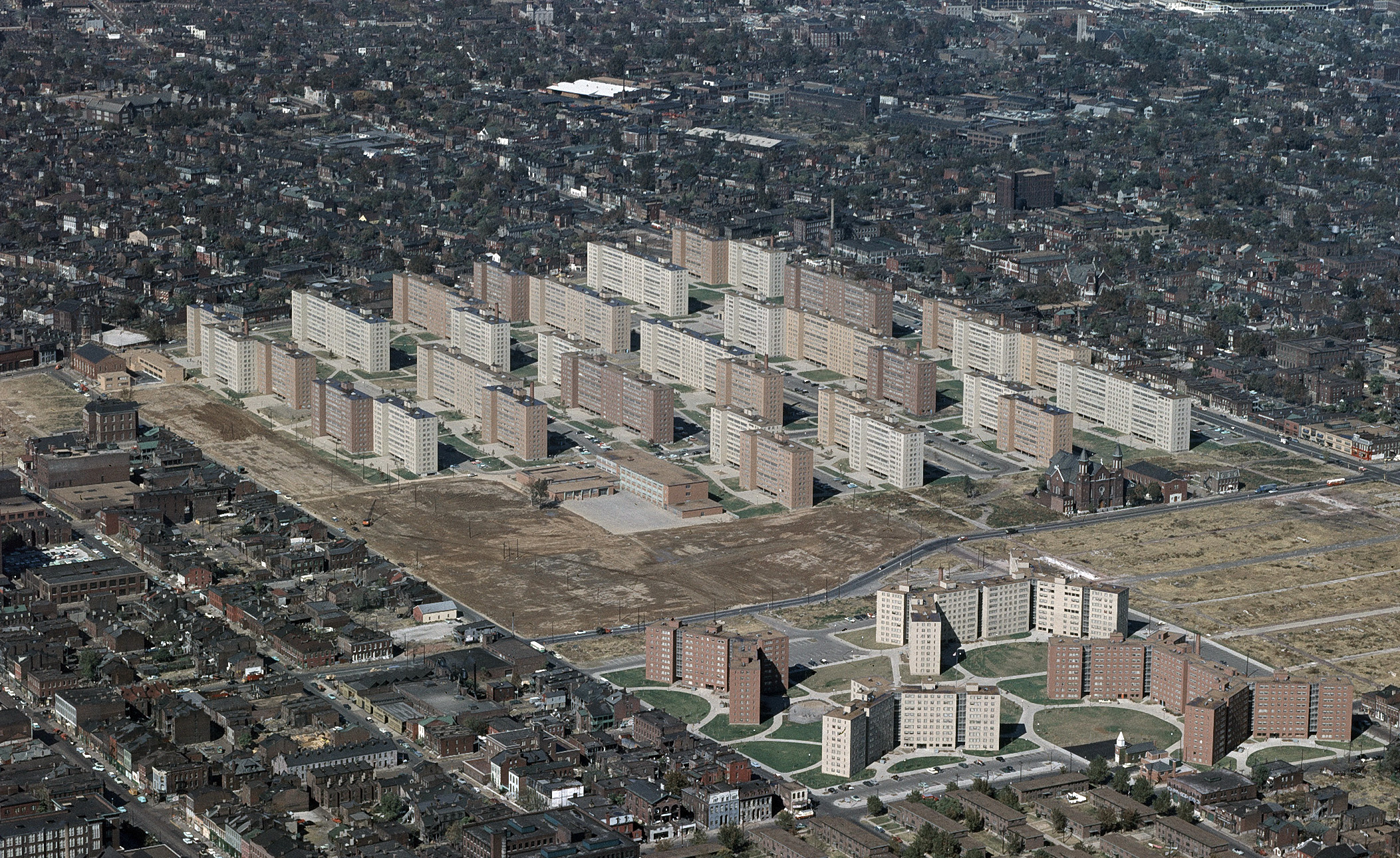
O Pruitt-Igoe e seu entorno.

Em 1951, a revista especializada Architectural Forum elogiou a proposta original de Yamasaki e chamou-a de "o melhor apartamento em altura" do ano. A densidade total foi estabelecida em um nível moderado de 50 unidades por acre (maior que nos bairros pobres do centro),  e ainda, seguindo os princípios de planejamento de Le Corbusier e do Congresso Internacional de Arquitetura Moderna (CIAM), os edifícios foram organizados em onze andares, numa tentativa de alocar os jardins e o térreo para áreas comuns. A Architectural Forum descreveu o projeto como "bairros verticais para pessoas pobres". Supunha-se que cada fileira de edifícios seria flanqueada por "um rio de árvores", de acordo com o desenvolvimento de uma ideia por Harland Bartholomew. No entanto, os parques e áreas de recreação não foram feitos até que os proprietários pressionaram pela sua instalação.

Mesmo com os cortes iniciais do governo federal, o custo final de Pruitt-Igoe ficou em 36 milhões de dólares, 60% acima da média nacional de habitação pública na época nos Estados Unidos. Os conservadores atribuíram os custos excessivos aos salários inflacionados devido à influência dos sindicatos, que também levaram à instalação de um sistema de aquecimento caro; esses custos extras levaram a uma série de cortes arbitrários em outras partes essenciais dos edifícios e do projeto em geral, como os "rio de árvores", parques infantis, banheiros no térreo e prédios menores que ficariam entre os blocos.

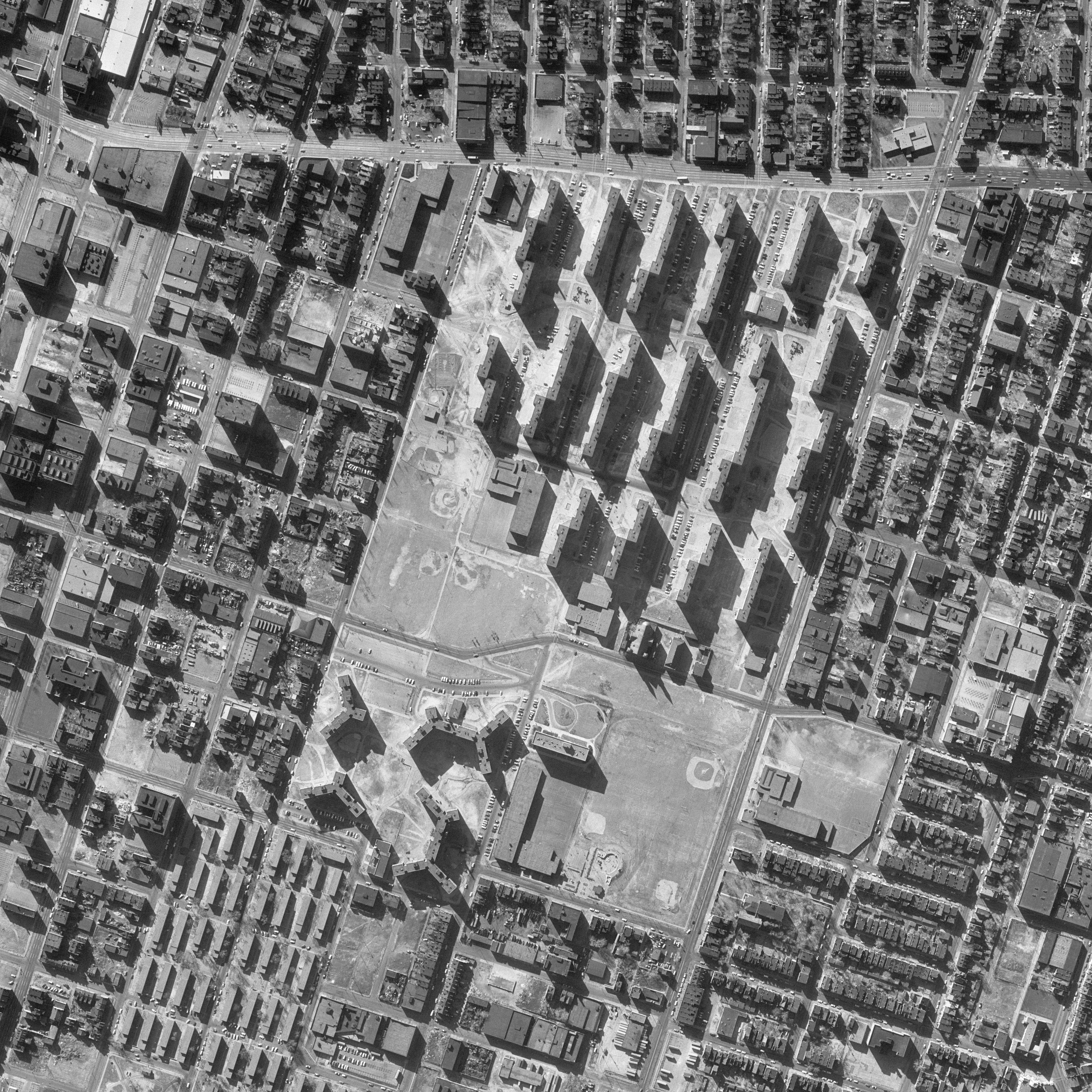
O complexo em 1968.

Com a sua conclusão em 1955, Pruitt-Igoe consistia, então, em 33 edifícios de onze andares cada um em uma área de 23 hectares localizada no norte de St. Louis. O complexo abrigava 2.870 apartamentos, com uma população projetada de cerca de dez mil pessoas, tornando-se um dos maiores dos Estados Unidos. Os apartamentos eram extremamente pequenos, tendo cozinhas mínimas. Os elevadores suspensos pararam apenas no primeiro, quarto, sétimo e décimo andar devido aos cortes de gastos, forçando os vizinhos a usar as escadas na tentativa de descongestionar o uso do elevador. Os andares térreos eram equipados com grandes corredores, lavanderias, salas comuns e canos de lixo. No entanto, escadas e corredores atraíram assaltantes, o sistema de ventilação era ruim e não havia ar-condicionado.
Apesar disso, Pruitt-Igoe teve, no início, boas críticas, pois foi visto como um avanço na renovação urbana. Apesar da má qualidade dos edifícios, os fornecedores de materiais fizeram referência ao Pruitt-Igoe em seus anúncios, aproveitando a exposição nacional do projeto urbano.

## Decadência

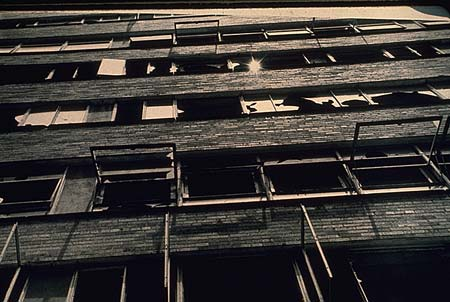
Janelas quebradas do decadente Pruitt-Igoe, que, abandonado, tornou-se alvo de vândalos.

Uma decisão de 1956 da corte do Missouri acabou com a política de segregação racial no estado e o novo complexo de edifícios foi integrado sob o nome Pruitt-Igoe, sendo habitado principalmente por inquilinos negros, com os brancos evitando fazer parte do bairro novo e inclusivo. Em 1957, os prédios teriam atingido sua ocupação máxima, com apenas 9% dos apartamentos vagos. Três anos depois, 16% dos apartamentos estavam vagos e as desistências só aumentaram com os anos.

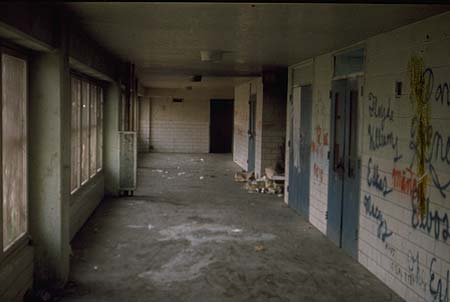
Uma área comum do Pruitt-Igoe já bastante degradada.

Os edifícios permaneceram parcialmente desabitados durante anos, embora diferentes fontes diferem em termos de níveis de despovoamento: de acordo com Newman, a ocupação nunca excedeu os 60%; enquanto Ramroth afirmou que a desocupação foi de um terço em 1965. Apesar disso, todos os autores concordam que no final da década de 1960 o Pruitt-Igoe já estava em um estado avançado de negligência e deterioração, com mais de 65% dos apartamentos vagos, transformando o bairro em foco de decadência social, insegurança e criminalidade, com entregadores e trabalhadores de manutenção evitando entrar no complexo.   
O arquiteto, Minoru Yamasaki, lamentou essa situação: "Nunca pensei que as pessoas fossem tão destrutivas", e disse em entrevista mais tarde que "é um projeto que eu gostaria de não ter feito" -  ele seria lembrado por muitos anos e até mesmo responsabilizado pelo fracasso do Pruitt-Igoe.. Em 1971, Pruitt-Igoe abrigava apenas seiscentos pessoas em dezessete edifícios; os outros dezesseis foram abandonados.  Enquanto isso, o vizinho bairro de Carr Village, de composição demográfica semelhante, permaneceu totalmente ocupado e sem problemas durante a construção, ocupação e declínio do Pruitt-Igoe.
Além de todos os problemas, o Exército dos Estados Unidos usou a área do Pruitt-Igoe para testes com sulfeto de zinco-cádmio e outros aditivos químicos no contexto da Operação LAC, que tinha como objetivo testar a dispersão e o alcance de armas químicas ou biológicas. O verdadeiro intuito dos testes nos prédios e em outras partes da cidade, que eram vistos pelos moradores, mas não tinham seu teor revelado, só veio a tona em 1994, quando os arquivos sobre a operação foram revelados - apesar de que parte dos químicos usados estava com descrição vaga, o que levou a desconfiança sobre o uso dos prédios para testes com substâncias radioativas e seu teste ser realizado em áreas de população predominantemente negra, mesmo antes da decadência dos prédios.
Apesar do declínio das áreas públicas e da violência de gangues, Pruitt-Igoe manteve um relativo bem-estar durante seus piores anos. Os habitantes de Pruitt-Igoe criaram uma associação de vizinhos, dando origem a pequenas associações comunitárias, como, por exemplo, a criação de habitações de artesãos.  Estas habitações permitiram que as mulheres de Pruitt-Igoe conhecessem, socializassem e criassem elementos decorativos, colchas e estátuas e depois as vendessem.   
Os próprios inquilinos trabalhavam e limpavam as áreas comuns e, muitas vezes, funcionava. Mas quando os corredores foram divididos por vinte famílias e as escadas por centenas, os espaços públicos acabavam caindo em decadência. Ninguém se identificava mais com aquelas "terras de ninguém" - onde era "impossível sentir... distinguir um vizinho de um intruso".

## Demolição

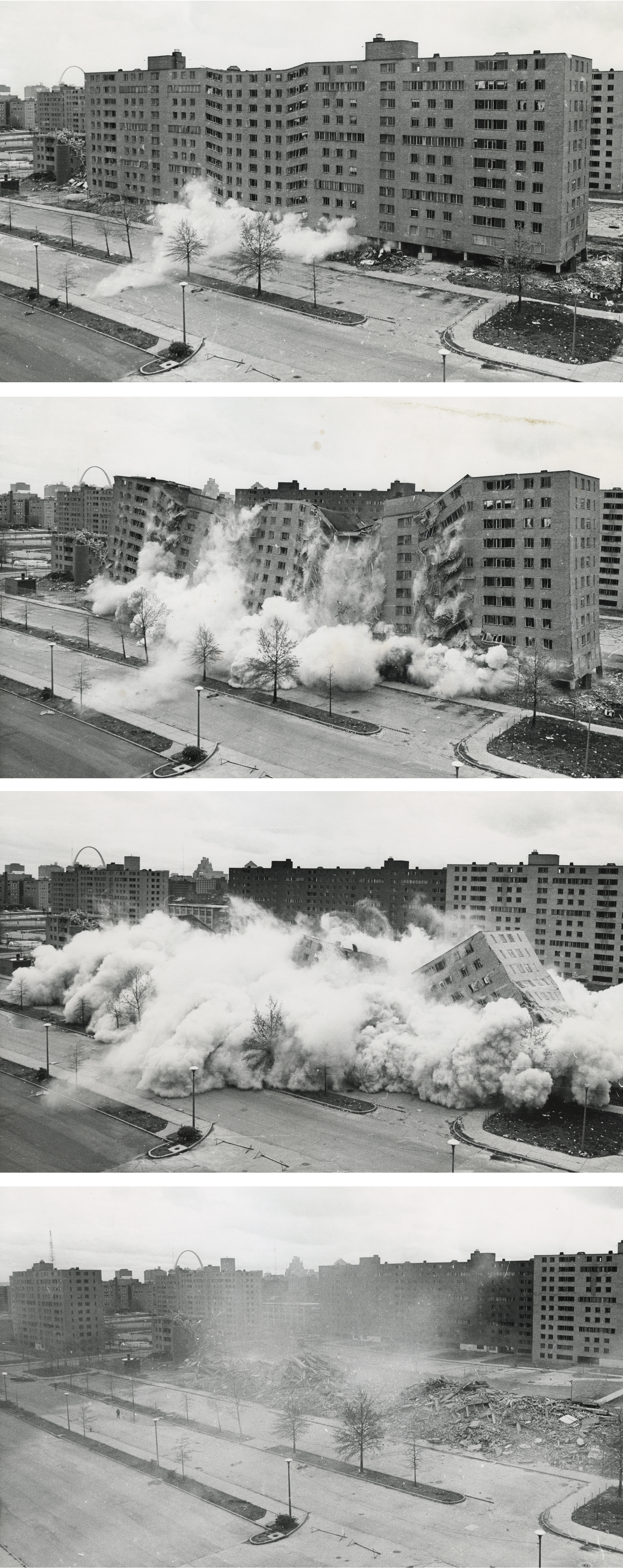
A segunda e amplamente televisionada demolição de um prédio do Pruitt-Igoe em abril de 1972, que se seguiu à demolição de 16 de março.

Em 1968, o Departamento Federal de Habitação começa a incentivar os cerca de 600 moradores remanescentes de Pruitt-Igoe a deixar o bairro. Uma greve de aluguéis aconteceu em 1969, numa última tentativa dos moradores de tentar mudar algo no complexo. Mas era tarde.
Em dezembro de 1971, autoridades estaduais e federais concordaram em demolir dois dos prédios de Pruitt-Igoe. Eles esperavam que uma redução progressiva da população nos edifícios pudesse melhorar as condições. Naquela época, Pruitt-Igoe já havia consumido US$ 57 milhões, um investimento que eles não queria abandonar. Diferentes possibilidades foram consideradas para tentar reabilitar o Pruitt-Igoe, entre as quais a conversão para edifícios mais baixos foi incluída, reduzindo-os a quatro plantas em uma reorganização "horizontal" do projeto.
Após meses de preparação, o primeiro edifício foi demolido por detonação controlada às 15h em 16 de março de 1972. O segundo prédio foi demolido em 22 de abril de 1972.  Após várias operações de detonação realizada em 15 de julho do mesmo ano, a primeira etapa da demolição concluída. Por fim, o governo federal descartou qualquer plano de reabilitação e Pruitt-Igoe agonizou por mais três anos, tendo o resto do complexo sendo demolido nesse período. O local foi finalmente limpo em 1976. Hoje, o espaço em que o complexo urbano estava localizado é parcialmente usado pela Escola de Ensino Médio Gateway e Escola Básica Gateway, bem como a Pruitt Military Academy, uma escola militar. O resto da terra foi arborizado e permanece vago. O antigo bairro de DeSoto-Carr que rodeava Pruitt-Igoe também foi demolido e substituído por residências unifamiliares de menor altura.

## Legado
As razões pelas quais Pruitt-Igoe falhou são complexas. Por muito tempo, foi comum que o projeto fosse apresentado como uma falha puramente arquitetônica, levando o mesmo a ser bastante estudado - por exemplo, os espaços compartilhados de Pruitt-Igoe serviram como um exemplo para a Teoria do espaço defensável de Oscar Newman, no qual os espaços projetados são dispostas para que os moradores se "apropriem" do espaço público, tendo controle e responsabilidade sobre os arredores de suas propriedades.
Na atualidade, se considera que o projeto estava condenado desde o início devido as inúmeras mudanças forçadas no projeto. Críticos atribuem a decadência e destruição de Pruitt-Igoe a fatores sociais como o declínio econômico de St. Louis, a saída dos brancos para a periferia da cidade, e a politização da oposição local aos planos habitacionais do governo. O caso de Pruitt-Igoe é mostrado como um exemplo a ser estudado não apenas em arquitetura, mas também sociologia e política: "um embotamento no ambiente e no comportamento da literatura", e com as histórias que orbitam o Pruitt-Igoe cheias de mal-entendidos e equívocos.
Talvez a maior delas fosse que Pruitt-Igoe era frequentemente apresentado como um projeto inovador que não funcionou na prática, mas era vencedor em premiações. No entanto, ele nunca ganhou nenhum prêmio profissional: o mais perto disso foi o reconhecimento de "Melhor Edifício de Apartamentos" da Architectural Forum - sendo que a própria revista declarou o fracasso do projeto em 1965.. Como comparação, o projeto de Cochran Gardens, também feito em St. Louis pelos mesmos arquitetos, recebeu dois prêmios.
A cidade de arquitetura moderna, como a construção psicológica e modelo físico, é uma experiência tragicamente absurda ... A cidade de Le Corbusier, a famosa cidade dos  CIAM e divulgada pela Carta de Atenas; a antiga cidade da libertação é cada dia mais inadequada.— Colin Rowe, Fred Koetter (1976). Collage City.
Charles Jencks, cuja frase "A arquitetura moderna morreu em St. Louis, Missouri, em 15 de julho de 1972, às 15h32", se referindo a demolição, ficou famosa, foi um dos críticos que se referiu a prêmios inexistentes concedidos pelo Instituto Americano de Arquitetos, e usou Pruitt-Igoe como um exemplo das perigosas intenções modernas que são contrárias ao desenvolvimento social do mundo real. Essa ideia ignora o fato de que a situação, a densidade populacional, as limitações de custo e até mesmo o número de andares dos edifícios foram impostos pelas autoridades estaduais e federais, mas se alinha a crítica geral feita ao movimento moderno do período. Após a demolição, Pruitt-Igoe passou a ser um sinônimo de fracasso do modelo de habitação social em altura e um argumento contra qualquer tentativa nesse sentido nos nos Estados Unidos, especialmente durante a gestão de Ronald Reagan.
Katherine G. Bristol afirma no livro American Architectural History que este erro voluntário dos críticos foi parte de uma manobra geral para culpar os fracassos da habitação pública do estilo internacional, aparentemente insensível à sociedade do mundo real, e à reavaliação da arquitetura moderna a partir da década de 1970. Em seu artigo de 1991 chamado The Pruitt-Igoe myth ("O mito do Pruitt-Igoe"), ela defende a visão onde as falhas de projeto existem, mas o subfinanciamento da habitação pública e o consequente impedimento das autoridades habitacionais realizarem as manutenções nos edifícios e os efeitos da pobreza e da discriminação racial são os fatores cruciais no destino do Pruitt-Igoe. Em 2011, o documentário The Pruitt-Igoe Myth, além de ter recebido o mesmo nome, seguiu em boa parte a ideia do artigo de Bristol sobre a crítica arquitetônica e os fatores sociais.

## Cultura popular
The Pruitt-Igoe Myth, de 2011, dirigido por Chad Freidrichs, conta a história do Pruitt-Igoe focando no impacto da Lei de Habitação de 1949, tida como responsável pelo modelo predominante de subúrbio nas grandes cidades dos Estados Unidos. O documentário de 83 minutos desmistifica a história mais conhecida sobre as falhas arquitetônicas do projeto e mostra como a lei, além de outros fatores sociais, impactaram diretamente no destino final do Pruitt-Igoe e mostrando depoimentos de moradores e o destino destes e do local após a demolição.

O filme Koyaanisqatsi, de Godfrey Reggio, tem uma sequência chamada "Pruitt-Igoe", que contém várias imagens de projetos habitacionais em ruínas, incluindo entre estas imagens da decadência e demolição de Pruitt-Igoe. A sequência termina com imagens da demolição dele e de vários outros prédios, dentre eles, o Edifício Mendes Caldeira em São Paulo. A sequência, como todo o filme, possui uma música composta por Philip Glass - a desse trecho é também chamada Pruitt-Igoe e já foi usada em outras mídias, como, por exemplo, no filme de 2009 Watchmen.